# Zinzana
Zinzana, noto anche con il titolo internazionale Rattle the Cage, è un film del 2015 diretto da Majid Al Ansari.
Il film, riconducibile al genere horror psicologico, si presenta come una sfida fra i due protagonisti e si svolge interamente all'interno di una stazione di polizia.

## Trama
Talal, un alcolizzato in fase di recupero, si risveglia rinchiuso in una cella di in una remota stazione di polizia con l'accusa di ubriachezza molesta. Mentre attende di essere interrogato, Talal è torturato dai sensi di colpa per avere distrutto il rapporto con suo figlio e l'ex moglie. Una brutta situazione si trasforma in un incubo inimmaginabile quando un finto ufficiale, che si identifica come Dabaan, uccide a sangue freddo l'unico agente in servizio e prende il controllo della stazione. Da questo momento in poi, il film si sviluppa in un gioco di tensione psicologica ed inganni diabolici, il cui senso logico viene svelato solo gradualmente.

## Produzione
Zinzana è il primo "thriller da stanza" prodotto negli Emirati Arabi Uniti. Il titolo, in lingua araba, tradotto in italiano significa "cella".
Nel film, il personaggio di Dabaan balla su una canzone di Mina.

## Riconoscimenti
- 2015: Festival internazionale del cinema di Dubai – Candidatura come miglior film
- 2016: Golden Trailer Awards – Miglior trailer straniero
- 2017: Motion Picture Sound Editors – Candidatura ai migliori effetti sonori